# Exochus suborbitalis
Exochus suborbitalis är en stekelart som beskrevs av Otto Schmiedeknecht 1924. Exochus suborbitalis ingår i släktet Exochus och familjen brokparasitsteklar. Inga underarter finns listade i Catalogue of Life.